# Benjamin Christensen
Benjamin Christensen född 28 september 1879 i Viborg i Danmark, död 2 april 1959 i Köpenhamn, var en dansk regissör, manusförfattare, skådespelare, teaterchef och sångare.
Christensen scendebuterade 1902 som operasångare. Han kom senare att engageras som skådespelare och regissör. Han debuterade som filmregissör 1914. Filmen Häxan från 1922 (där han själv både regisserade och spelade rollen som Djävulen) öppnade dörren för ett Hollywoodkontrakt. I Hollywood regisserade han bland annat filmen Mockery (1927) med Lon Chaney. Han återvände senare till Danmark och regisserade ytterligare några filmer och drev en biograf i Köpenhamn.
Vid sidan av Carl Dreyer var han den mest inflytelserike danske regissören under stumfilmstiden. Tekniskt var han mycket avancerad för sin tid och arbetade t.ex. med en raffinerad ljussättning. Han uppehöll sig gärna vid bisarra, övernaturliga ämnen.

## Regi i urval
- 1942 - Damen med de lyse handsker
- 1941 - Gå med mig hem
- 1940 - Barnet
- 1929 - The House of Horror
- 1928 - The Hawk's Nest
- 1927 - Mockery
- 1926 - The Devil's Circus
- 1922 – Häxan